# Mishal Husain

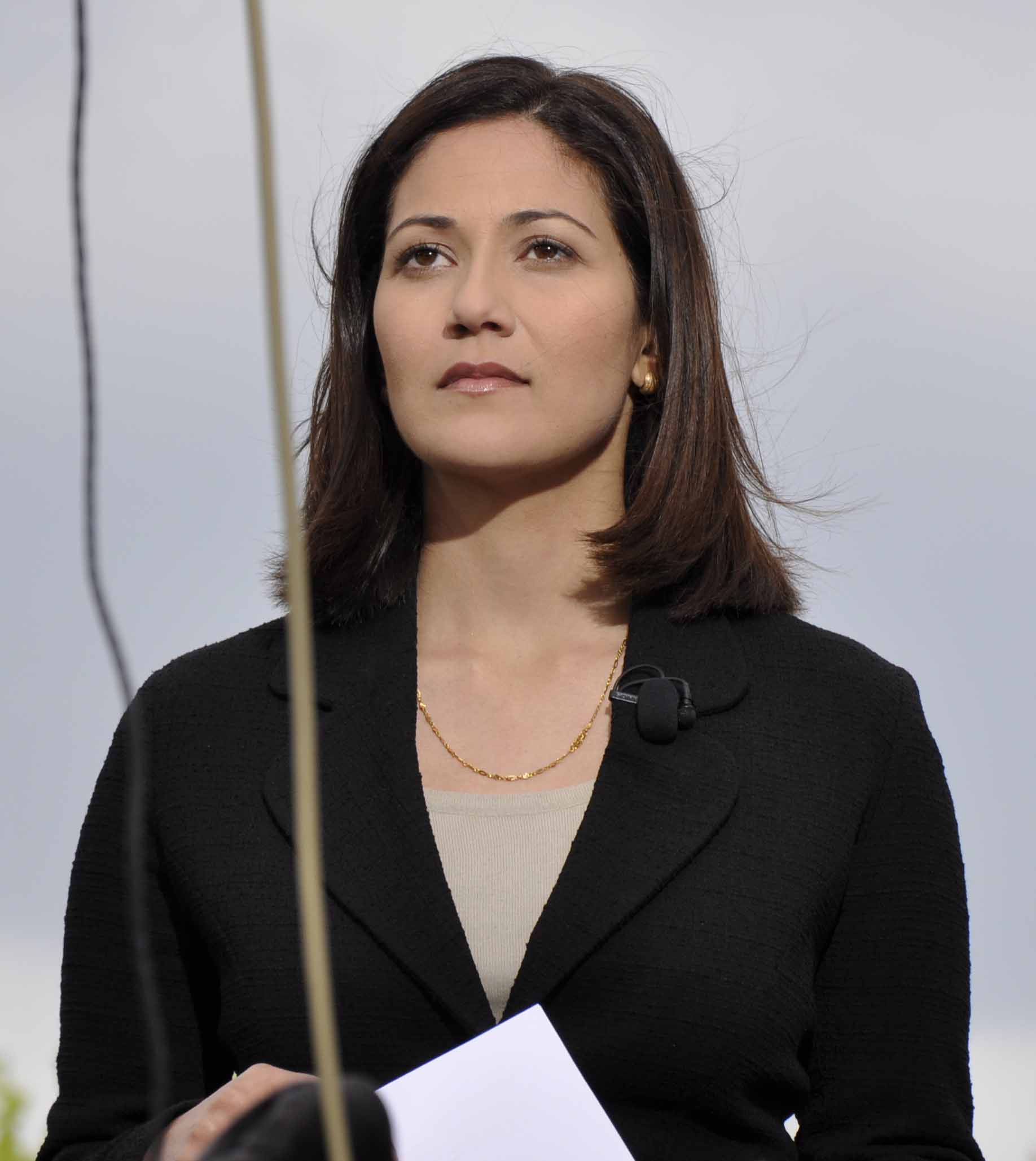
Mishal Husain (2010)

Mishal Husain (* 11. Februar 1973 in Northampton, England) ist eine britische Nachrichtensprecherin für BBC Television und BBC Radio. Sie ist die Hauptmoderatorin der BBC News at Ten und BBC Weekend News am Sonntag und eine der Hauptmoderatoren von BBC Radio 4 Today. Sie hat die Andrew Marr Show, HARDtalk, Impact und BBC Breakfast moderiert. Husain ist auch eine Ersatzmoderatorin der BBC News at Six.

## Leben
Husain wurde in Northampton, England, als Tochter pakistanischer Eltern geboren. Ihre Mutter war Lehrerin und ehemalige Produzentin für die Pakistan Television Corporation, ihr Vater war Urologe.
Husain heiratete im Juli 2003 Meekal Hashmi. Das Paar hat drei Jungen und lebt in Camden, Nord-London.
Sie ist die Enkelin von Syed Shahid Hamid, dem ersten Generaldirektor des Inter-Services Intelligence der pakistanischen Armee.
Husain besuchte die British School in Abu Dhabi; die Familie war auch eine Zeit lang in Saudi-Arabien ansässig. Husain kehrte im Alter von 12 Jahren nach England zurück, um ihre Ausbildung an der Cobham Hall School, einer unabhängigen Schule in Kent, fortzusetzen. Sie studierte Jura an der New Hall, Cambridge, dem heutigen Murray Edwards College, Cambridge, gefolgt von einem Master in Internationalem und Vergleichendem Recht am Europäischen Hochschulinstitut in Florenz, Italien.
Inmitten der weit verbreiteten Verurteilung der Tötung von IS-Geiseln im Jahr 2014 sprach sich Husain für die Nutzung sozialer Medien aus, um deren Extremismus anzuprangern. In einem Interview mit der Radio Times forderte sie muslimische Gelehrte auf, die sozialen Medien zu nutzen, um den Versuch des IS zu verurteilen, mit grausamen Videos Unterstützung im Westen zu gewinnen, und zwar von den führenden britischen islamischen Organisationen.

## Karriere
Ihre ersten journalistischen Erfahrungen sammelte Husain im Alter von 18 Jahren, als sie drei Monate als Stadtreporterin in Islamabad, Pakistan, bei der englischsprachigen Zeitung The News arbeitete. Während ihres Studiums absolvierte sie dann mehrere Praktika bei der BBC.
Ihr erster Job war ab 1996 bei Bloomberg Television in London, wo sie als Produzentin und zeitweise als Moderatorin tätig war. Zwei Jahre später, 1998, wechselte sie zur BBC als Junior-Produzentin in der Nachrichtenredaktion und für den Sender News 24, dann in die Economics and Business Unit. Innerhalb weniger Monate wechselte sie vor die Kamera und hat seitdem in verschiedenen Rollen gearbeitet: im täglichen Frühstücksprogramm, beim Asia Business Report (mit Sitz in Singapur) und als Moderatorin von Wirtschaftsnachrichten sowohl bei BBC World News als auch beim BBC News Channel. Ab September 2002 war sie Korrespondentin der BBC in Washington, wo sie während der Vorbereitungen zur Invasion des Irak und während des Krieges als Hauptnachrichtensprecherin fungierte. Sie hat viele hochrangige Persönlichkeiten interviewt, darunter Paul Wolfowitz, Richard Armitage, Richard Perle, Paul Kagame und Emmerson Mnangagwa.
Am 8. Mai 2010 veröffentlichte sie in The Independent einen autobiografischen Essay, der auf einer Nostalgie-Reise in die VAE basiert. Im Jahr 2011 moderierte Husain die Sendung Impact auf BBC World News. Sie moderiert die Sonntagabend-Ausgaben der BBC Weekend News auf BBC One. Am 2. Dezember 2011 wurde bekannt gegeben, dass Husain Teil des Olympia-Moderationsteams der BBC sein wird.
Am 17. März 2013 präsentierte Husain die letzten News at Ten, die aus dem BBC Television Centre gesendet wurden. Am 16. Juli 2013 gab der Generaldirektor der BBC, Lord Hall, bekannt, dass Husain im Herbst Moderatorin der Today-Sendung von BBC Radio 4 werden sollte. Sie ist weiterhin die Hauptmoderatorin der Sonntagabend-Ausgaben der BBC News at Ten auf BBC One und gelegentlich bei BBC World News und dem BBC News Channel. Husain präsentierte ihre erste Ausgabe von Today am 7. Oktober 2013.
Husain gewann 2015 den Broadcaster of the Year Award bei den London Press Club Awards.
Am 27. November 2017, nahm Husain ein Interview mit Prince Harry und Meghan Markle auf.